# Działdowo (gmina)
Działdowo est une gmina rurale du powiat de Działdowo, Varmie-Mazurie, dans le nord de la Pologne. Son siège est la ville de Działdowo, bien qu'elle ne fasse pas partie du territoire de la gmina.
La gmina couvre une superficie de 272,77 km2 pour une population de 9 481 habitants.

## Géographie
La gmina inclut les villages de Burkat, Bursz, Drzazgi, Filice, Gąsiorowo, Gnojenko, Gnojno, Grzybiny, Jankowice, Kisiny, Klęczkowo, Komorniki, Kramarzewo, Krasnołąka, Księży Dwór, Kurki, Lipówka, Malinowo, Mosznica, Myślęta, Niestoja, Petrykozy, Pierławki, Pożary, Prusinowo, Rudolfowo, Ruszkowo, Rywociny, Sękowo, Sławkowo, Turza Wielka, Uzdowo, Wilamowo, Wysoka et Zakrzewo.
La gmina borde les gminy de Dąbrówno, Iłowo-Osada, Kozłowo, Kuczbork-Osada, Lipowiec Kościelny, Płośnica et Rybno.